# Radium (Günter Eich)
Radium ist ein Hörspiel von Günter Eich, das am 22. September 1937 vom Reichssender Berlin unter der Regie von Gerd Fricke gesendet wurde.

## Inhalt
Marie Curie, die Entdeckerin des Radiums, von einem fortschrittsgläubigen Reporter nach dem geheimnisvollen neuen chemischen Element befragt, artikuliert ihre geheimsten Ängste vor dem unbekannten Dämon, den sie erzürnt haben könnte.
Chabanais, ein Hungerleider unter den Dichtern, wird zwar nicht mehr gedruckt, doch will sein Redakteur im nächsten Morgenblatt eine Hymne auf das Radium bringen. Elisa, die Ehefrau des Dichters, leidet an Kehlkopfkrebs. Chabanais kommt zu Ohren, eine Bestrahlung mit Radium kann Heilung bringen. Der Preis für die Behandlung in der Privatklinik erweist sich als unerschwinglich.
Die Kupferförderung im Kongo hat den belgischen Bankier Pierre Cynac reich gemacht. Nur langsam dringt in seinen Kopf – mit Pechblende, aus der Radium gewonnen wird, kann er noch reicher werden.
Der junge Londoner Mediziner George Purvis, Assistent im Royal Hospital Chelsea, erbt ein Vermögen. Die Million verbraucht er umgehend für zwei Käufe; vier Gramm Radium und eine Klinik.
Mit seiner Hymne auf das Radium hat sich Chabanais einen Namen gemacht und wird vom Bankier Cynac als Werbetexter engagiert. Der klinische Einsatz des Radiums wird besungen. Chabanais hat Geld. Elisa stirbt, kurz bevor er sie in die oben erwähnte Privatklinik bringen will.
In Brüssel sterben siebzehn junge Arbeiterinnen, die radiumhaltige Leuchtmasse auf Zifferblätter von Uhren aufgetragen und dabei den Pinsel in den Mund genommen und mit den Lippen zugespitzt hatten. Chabanais dichtet den siebzehn Leichen Leuchten im Grabe über die Jahrtausende an. Solche Verse gehen Cynac gegen den Strich. Dr. Purvis kommt vom Radium als Heilmittel ab und will den Krebs mit neu entwickelten Röntgenapparaturen zu Leibe rücken. Konkurrenz im Radium-Geschäft kann Cynac nicht dulden.
Purvis kommt bei einer Explosion in seinem Röntgen-Versuchslabor ums Leben. Radium steht als Allheilmittel wieder konkurrenzlos da.

## Rezeption
Reaktionen in der NS-Zeit
- Das Hörstück wurde in die 1938 erschienene Sammlung „Das ist Hörspiel“ aufgenommen.[2]
- Ein gewisser Rezensent C.H. lobt am 10. Oktober 1937 in „Die Sendung“ jenes poetische Element, das der Autor durch die Figur des sich verkaufenden Poeten Chabanais eingebracht hatte.[3]

Äußerungen nach 1945
- Vieregg wirft Günter Eich „bewußtes Optieren für den nationalsozialistischen Staat“[4][5] vor.
- „Radium“ ist „herbe Zivilisations- und Fortschrittskritik“.[6]
- Wagner[7] zieht eine Parallele von Chabanais zum Verhalten Günter Eichs als Rundfunk-Autor während der NS-Zeit. Cuomo sähe Chabanais „als zynisches Selbstbildnis der Eichschen Situation“[8]

## Produktionen
Ursendung im Reichssender Berlin 1937 (Regie: Gerd Fricke, Musik: Friedel Heinz Heddenhausen)
- Es sprachen: Elisabeth Flickenschildt die Marie Curie, René Deltgen den Chabanais, Heinrich George den  Pierre Cynac und Alf von Sievers den George Purvis.[10]

Produktionen nach 1945
- NWDR Hamburg am 21. August 1951 unter der Regie von Fritz Schröder-Jahn.
- hr Frankfurt am 25. Mai 1952 unter der Regie von Theodor Steiner (Überarbeitung: Günter Eich[11]).
- ORF, NDR und SWF am 9. Juni 1981 unter der Regie von Heinz Hostnig.[12]

## Anmerkung
1. ↑  
Le Chabanais war auch ein Pariser Bordell. Es könnte sein, Günter Eich dachte bei der Namensgebung an „sich prostituieren“. (Günter Eich: Markus Bundi zum 100. Geburtstag. In: Wiener Zeitung. 26. Januar 2007, Eich, Günter: Der unromantische Lyriker (Memento vom 4. März 2016 im Internet Archive), wienerzeitung.at vom 26. Januar 2007.)